# Martuni, Armenia
Martuni (armeană Մարտունի) este un oraș din Armenia, în care a fost fondată echipa de fotbal Alashkert FC, câștigătoare a Primei Ligi Armene în 2016.